# Opuntia hondurensis
Opuntia hondurensis ist eine Pflanzenart in der Gattung der Opuntien (Opuntia) aus der Familie der Kakteengewächse (Cactaceae). Das Artepitheton hondurensis verweist auf das Vorkommen der Art in Honduras.

## Beschreibung
Opuntia hondurensis wächst baumförmig und erreicht Wuchshöhen von bis zu 9 Meter. Es wird ein deutlicher Stamm von bis zu 30 Zentimeter Durchmesser ausgebildet. Die hellgrünen, eiförmigen bis verlängert verkehrt eiförmigen Triebabschnitte sind 13 bis 22 Zentimeter lang und bis zu 7 Zentimeter breit. Die etwa zwölf ungleichen, dünnen, wenig abgeflachten, ausgebreiteten Dornen sind rötlich braun und 2 bis 2,5 Zentimeter lang.
Über die Blüten und Früchte ist nichts bekannt.

## Verbreitung und Systematik
Opuntia hondurensis ist in Honduras verbreitet.
Die Erstbeschreibung erfolgte 1941 durch Paul Carpenter Standley. Ein nomenklatorisches Synonym ist Nopalea hondurensis (Standl.) Rebman (2002).

## Nachweise